# 성변화

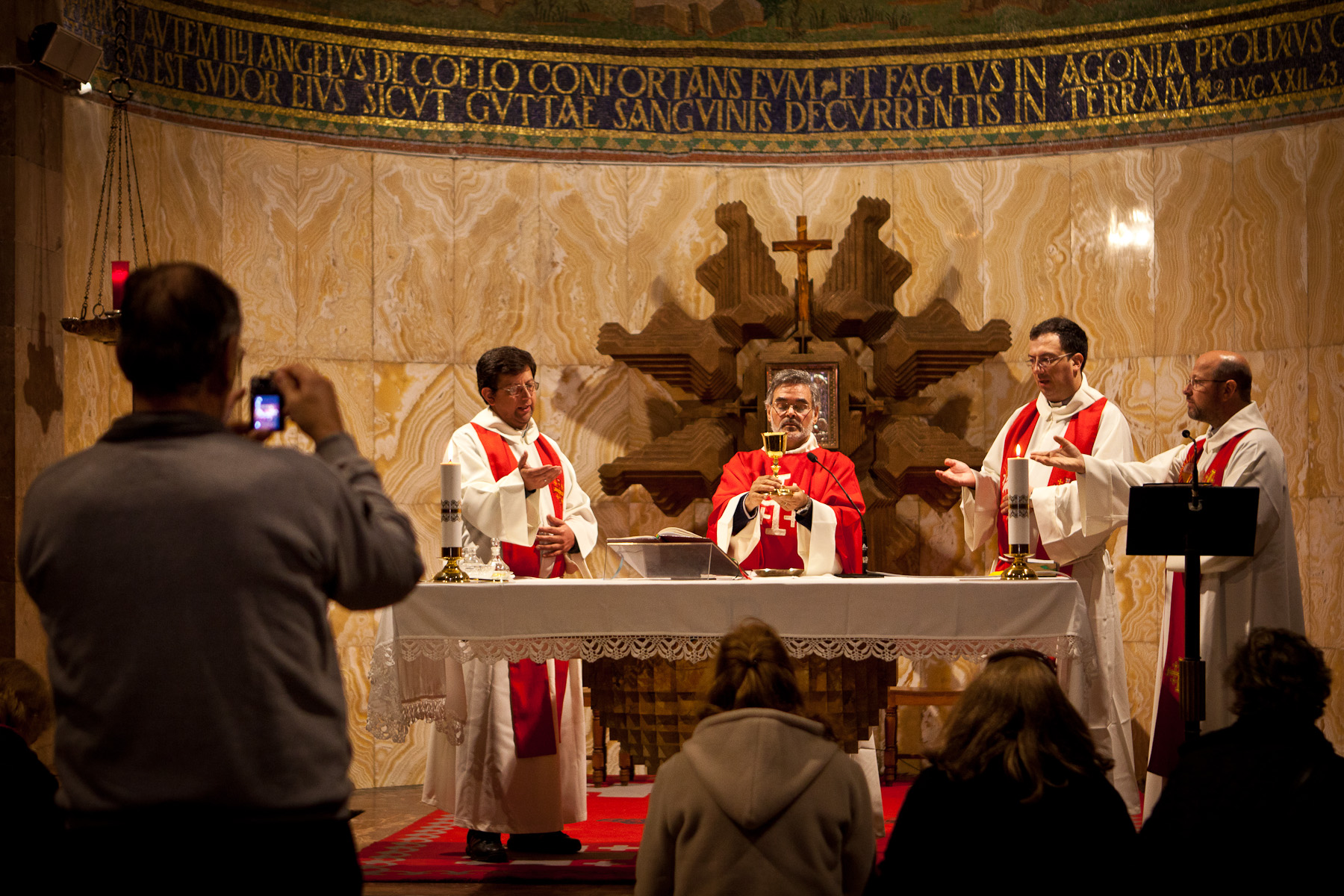

성변화(聖變化, 영어: transubstantiation, 화체설)는 기독교의 신학용어 중 하나로, 로마 가톨릭 신학에서 성찬에서 밀빵과 포도주가 각기 예수의 몸과 피로 바뀌는 일 또는 그러한 믿음을 가리킨다. 실체변화, 변화지례라고도 하며, 화체설 로도 알려져 있다. 그리스도가 빵과 포도주에 실재로 임재한다는 해석은 실재적 임재(real presence)로, 성만찬에서 빵과 포도주는 그리스도의 몸과 피를 상징한다는 해석은 상징설로 부른다. 전자의 해석은 주로 로마 가톨릭교회 측에서 옹호되며, 후자의 해석은 주로 개신교 측에서 옹호된다.

## 기독교 종파별 관점

### 로마 가톨릭교회
1551년, 로마 가톨릭교회의 트리엔트 공의회는 "실체변화"(transsubstantiatio)라는 용어의 사용을 공식적으로 승인하였으며, 이에 따라 성찬에서 빵과 포도주가 그리스도의 몸과 피로 바뀐다는 주제의 가톨릭교회의 교리를 확정하게 되었다. 로마 가톨릭교회는 실체변화의 교리에 대해 무엇이 바뀌는지에 대해 고려하지, 어떻게 바뀌는가에 대해서 고려하지는 않는다. 따라서 물리적 혹은 화학적 변화로 믿는 것은 아니고 그 안에 그리스도가 실재함(Real presence)을 믿는다.

### 동방 기독교
아시리아 동방교회와 더불어 동방 가톨릭교회, 오리엔탈 정교회, 동방 정교회는 성찬예배에서 빵과 포도주가 그리스도의 실제 몸과 피로 바뀐다고 믿는다. 이들은 일반적으로 철학적인 고찰은 배제해왔으며 보통 신비주의에 의존한다. 이들은 사실 여부를 따지는 등의 세세한 것에 치중하는 것을 선호하지 않으며 거룩한 전승을 따른다. 그러나 빵과 포도주의 "변화"라는 언급은 공식 교회 문서에 존재한다.

### 개신교
장 칼뱅은 화체설에 관한 반대의견을 라틴어로 제시했는데, 그는 화체설이 스콜라적 허구라고 간주하고, 성체 숭배가 우상 숭배라며 명백하게 반대했다. 화체설에 대한 이런 칼뱅의 태도는 그대로 개신교에 내려와 로마 가톨릭교회와 분명한 구별점이 되었다.

#### 성공회
헨리 8세가 영국을 다스리던 시기에 공식 교리는 1534년 수장령을 발표하여 잉글랜드 교회가 로마 가톨릭으로부터 분리한 종교개혁 시기에는 로마 가톨릭교회의 교리와 거의 동일했다. 헨리의 아들 에드워드 6세 하에서 영국 성공회는 개신교의 신학의 일부 관점을 받아들이기 시작하면서 성변화를 받아들이지 않게 되었다. 영국 성공회 39개조 신조의 28조에 따르면 "주님의 만찬 안에서 화체(즉 빵과 포도주의 실체의 변화)가 된다는 주장은 성서에서 입증될 수 없는 것이다."라고 밝히고 있다.

#### 루터교
루터교는 빵과 포도주가 온전히 빵과 포도주로 그대로 남아있다고 믿음으로써 분명하게 로마 가톨릭교회 방식의 성변화를 받아들이지 않는다. 루터교회의 신자들은 "받아 먹으라", '받아 마시라"라는 예수의 가르침을 강조하며 거룩히 규정된 성찬임을 인정한다.

#### 청교도
영국의 청교도들과 아메리카 대륙에 넘어온 청교도들은 가톨릭에 대한 공격적인 자세는 취하지 않았지만, 그들의 화체설에 대한 가르침에 대해서는 상식과 자연적 이성을 중심으로 논증하였다.  교리와 권위는 이성과 판단의 훈련과 연관지어서만 존재한다고 생각했다. 존 오언과 리차드 백스터는 그들의 논증에서 가톨릭의 가르침에 대하여 반대하였다.

#### 기타
수많은 개신교들은 성공회나 루터교와 마찬가지로 성변화를 받아들이지는 않는다. 주의 만찬은 그리스도가 십자가에 달린 것을 기리는, 단지 상징적인 행위라고 믿는다. 이는 영국 성공회의 39개조 신조의 제28조의 믿음과 비슷하다.

## 같이 보기
- 성찬
- 성사
- 은총은 자연을 파괴하지 않고 완성한다